# George de Reuter
Le baron Georges de Reuter a dirigé pendant très peu de temps l'agence de presse britannique Reuters en 1915, après la mort de son frère aîné Herbert de Reuter.
Le 28 avril 1915, son frère le baron Herbert de Reuter se suicide après la mort de sa femme et le Krach de la Banque Reuters. Le conseil d'administration de Reuters décide assez rapidement de nommer Sir Roderick Jones, un journaliste qui avait fait ses preuves dans le Transvaal, en Afrique du Sud, lors de la guerre des Boers, un événement dont Reuters fut le premier à annoncer la fin.